# Macaulayite
La macaulayite è un minerale di colore tipicamente rosso, terroso e monoclino.
Fu scoperto negli anni '70 da Jeff Wilson e prese il nome dal Macaulay Institute di Aberdeen, in Scozia . L'unica fonte conosciuta di macaulayite nel mondo è una cava ai piedi di Bennachie, nell'Aberdeenshire,  ed è formata da granito che è stato alterato dai climi tropicali prima dell'ultima era glaciale .

## Origine e giacitura
Attualmente e in studio dalla NASA  poiché ritiene che la sostanza possa essere presente su Marte. Gli scienziati della NASA ipotizzano che la macaulayite possa essere ciò che dà al pianeta il suo colore rosso. Inoltre, poiché la macaulayite si forma in presenza di acqua, l’esistenza del minerale su Marte potrebbe aiutare a dimostrare che il pianeta potrebbe contenere le risorse necessarie per sostenere la vita.
L'unica fonte conosciuta sul pianeta è una cava Parcheggio Bennachie, 7 km a nord-ovest di Inverurie, Aberdeenshire, Scozia, formato da granito che è stato formato dal clima alterato del era glaciale.